# Guillaume Chaye
 (octobre 2008).
Si vous disposez d'ouvrages ou d'articles de référence ou si vous connaissez des sites web de qualité traitant du thème abordé ici, merci de compléter l'article en donnant les références utiles à sa vérifiabilité et en les liant à la section « Notes et références ».
Guillaume Chaye est un sculpteur-céramiste français autodidacte né en 1956.
Il exerce depuis 1988 et vit à Honfleur. 
Il traite des figures animalières mais qu'il habille comme des humains.

### Articles Connexes
- Liste d'artistes en art contemporain